# Цуккерман, Соломон Тобиасович
Соломон (Семён) Тобиасович Цуккерман (1902—1988) — конструктор-разработчик систем прицеливания, профессор.

## Биография
Родился в 1902 году в Витебске. Учился в реальном училище в Санкт-Петербурге. В 1919—1925 годах работал монтёром на электростанции в Петрограде.
В 1926 году окончил Ленинградский технологический институт, в 1925—1927 годах работал конструктором на заводе «Русский дизель», в 1927—1928 годах в Красной Армии.
С 1930 года С. Т. Цуккерман начальник конструкторского бюро, технический директор ОКБ во Всесоюзном объединении оптико-механической промышленности. С 1936 года — главный конструктор Государственного оптического института в Ленинграде.
В 1937—1942 годах и с 1947 года в Ленинградском институте точной механики и оптики, профессор, в 1947—1972 годах — заведующий кафедрой военных оптических приборов. В 1943—1947 годах заведовал кафедрой Оптико-механические приборы в МВТУ им. Баумана.
В годы Великой Отечественной войны по инициативе С. Т. Цуккермана в мастерских ЛИТМО была организована бригада, ремонтировавшая прицелы и различные повреждённые детали и узлы.
С 1972 года С. Т. Цуккерман профессор кафедры ОЭП ЛИТМО.
Награждён орденами «Знак Почёта» (1942), Красной Звезды (1944), медалью «За оборону Ленинграда» (1944).

## Научная деятельность
С. Т. Цуккерман автор научных работ по точному приборостроению, разработке и юстировке оптико-механических устройств, один из создателей авиационного гироскопического прицела для истребителей «МиГ», ракурсного прицела для малокалиберной зенитной артиллерии. Автор более 120 научных работ и более 50 изобретений.
Основные опубликованные научные работы:
- Точные механизмы: Основания теории, расчёт и конструкция. Ч. 1—2. — М.: Оборонгиз, 1941.
- Управление машинами при помощи оптического луча. — М.: Машиностроение, 1969 (в соавторстве с А. С. Гридиным).